# Irene Schroll
Irene Schroll (Traunstein, RFA) es una deportista alemana que compitió para la RFA en biatlón. Ganó una medalla de plata en el Campeonato Mundial de Biatlón de 1990, en la prueba por equipos.

## Palmarés internacional
| Campeonato Mundial | Campeonato Mundial | Campeonato Mundial | Campeonato Mundial |
| Año                | Lugar              | Medalla            | Prueba             |
| ------------------ | ------------------ | ------------------ | ------------------ |
| 1990               | Minsk (URSS)       | Medalla de plata   | Equipos            |